# Holger Stark
Holger Stark (Bassum, 15 settembre 1972) è un farmacista tedesco e professore universitario presso l'Università Heinrich Heine di Düsseldorf. Stark è co-inventore del farmaco pitolisant (Wakix®, Ozawade®), l'unico antagonista dei recettori istaminergici H3 finora approvato per il trattamento della narcolessia, con o senza cataplessia, nonché per il trattamento dell'eccessiva sonnolenza diurna nell'apnea ostruttiva del sonno.

## Carriera professionale
Holger Stark ha studiato farmacia alla Libera Università di Berlino dal 1982 al 1986 e ha ottenuto l'abilitazione all'esercizio della professione nel 1987. Dal 1987 al 1991 ha completato il dottorato presso l'Istituto di Farmacia della Libera Università di Berlino sotto la supervisione del professor Walter Schunack in collaborazione con il professor Jean-Charles Schwartz (Bioprojet, Parigi/Francia) e il professor Charon Robin Ganelli (Londra/Inghilterra). Con la sua tesi di dottorato " Sviluppo di farmaci con modalità d'azione agonistica e antagonista del recettore istaminergico H3" ha ricevuto il titolo di Dr. rer. nat. con summa cum laude nel dicembre 1991. Dopo il dottorato, ha lavorato anche allo sviluppo di nuovi ligandi selettivi per i recettori simili alla dopamina D2 in collaborazione con il dottor Pierre Sokoloff dell'Unité de Neurobiologie et Pharmacologie - INSERM (Parigi/Francia). Nel 1999 si è abilitato in chimica farmaceutica con la monografia "Dopamine-D3 -receptor ligands as pharmacological tools and potential drugs", ricevendo la venia legendi. Holger Stark ha accettato la sua prima cattedra C3 per la cattedra di Chimica farmaceutica/medica presso l'Università Johann Wolfgang Goethe di Francoforte sul Meno e ha ottenuto la cattedra W3 nel 2007. Nel 2013 ha accettato il bando per una cattedra W3 presso l'Istituto di Chimica Farmaceutica dell'Università Heinrich Heine di Düsseldorf. Nel 2016, Stark ha ricevuto un dottorato onorario dall'Università di Nis, in Serbia, per gli eccezionali risultati di ricerca e per il suo impegno nell´intensificare la cooperazione. Dal 2004 al 2019, Holger Stark è stato caporedattore del giornale scientifico “Archiv der Pharmazie”- Chemistry in Life Sciences. Stark è autore di oltre 240 pubblicazioni originali, articoli di revisione e capitoli di libri. Ha partecipato a 10 famiglie di brevetti internazionali e a 60 domande nazionali.

## Ricerca scientifica e campi di lavoro
Dalla sua nomina in poi, Stark si è dedicato alla scoperta accademica di farmaci. La sua ricerca si concentra sullo sviluppo di nuovi ligandi sintetici per i recettori accoppiati a proteine G, soprattutto istamina e dopamina, con elevata affinità e selettività. La combinazione di sintesi chimica e progettazione razionale di farmaci con test farmacologici e biologici cellulari è utilizzata principalmente per lo sviluppo di strumenti farmacologici. A questo proposito, lo sviluppo di ligandi fluorescenti è stato di particolare importanza. In secondo luogo, ligandi di recettori ad alta affinità sviluppati sono potenziali nuovi candidati farmaci per malattie come il morbo di Parkinson, il morbo di Alzheimer o la schizofrenia, con l'obiettivo di ripristinare le funzioni corporee sane o la terapia sintomatica. Altre aree di ricerca medica farmaceutica comprendono i ligandi dei recettori NMDA, gli sfingolipidi, gli inibitori enzimatici (monoamino ossidasi, colinesterasi), la ciclossigenasi, und  l'arachidonato-5-lipossigenasi e i canali ionici.

## Appartenenze
Stark è membro di diverse società farmaceutiche e scientifiche oder e organizzazioni, come la Società Farmaceutica Tedesca (DPhG), dove è stato presidente del gruppo regionale dell'Assia dal 2004 al 2013. Dal 2014 presiede il gruppo regionale DPhG della Renania. È inoltre membro della Gesellschaft Deutscher Chemiker (GdCh), European Histamine Research Society (EHRS) e della Frankfurter Pharmazieschule e.V., di cui è co-fondatore.

## Premi e onorificenze
- 1992 Premio Joachim Tiburtius 1992 (premio di riconoscimento) dello Stato di Berlino per una tesi di laurea eccellente, Berlino.
- 1997/2004 Premi PHOENIX per la Chimica Farmaceutica della PHOENIX Pharmahandel AG & Co, rispettivamente a Heidelberg e Erlangen.
- 2005 Bando per Chimica Farmaceutica (W3) presso l'Università Tecnica Carolo-Wilhelmina di Braunschweig (respinto).
- 2007 Professore di Chimica Farmaceutica/Medicinale (W3) presso l'Università Johann Wolfgang Goethe di Francoforte sul Meno.
- 2008 Chiamata alla cattedra di Chimica Farmaceutica presso l'Università Leopold Franzens, Innsbruck/Austria (rifiutata).
- 2008 Premio dell'Università dell'Assia per l'eccellenza nell'insegnamento 2008 "Progetto di un gruppo di lavoro o di un'unità organizzativa" 4º posto.
- 2013 Professore di Chimica Farmaceutica e Medicinale (W3) presso l'Università Heinrich Heine di Düsseldorf (accettato).
- 2016 Dottorato onorario dell'Università di Niš, Serbia.
- 2018 Premio per l'insegnamento dell'Università Heinrich Heine di Düsseldorf per un "concetto di evento innovativo": escursione del primo semestre "Pharmanauts".[7]